# Phaulaspis hakeae
Phaulaspis hakeae är en insektsart som först beskrevs av William Miles Maskell 1896.  Phaulaspis hakeae ingår i släktet Phaulaspis och familjen pansarsköldlöss. Inga underarter finns listade i Catalogue of Life.